# هرسهيث (كامبريدجشير)
هرسهيث (بالإنجليزية: Horseheath)‏ هي قرية وأبرشية مدنية تقع في المملكة المتحدة في إنجلترا.